# Крамфорс (аеропорт)
Аеропорт Крамфорс або Аеропорт Високий Берег або Аеропорт Крамфорс-Соллефтео (швед. Höga Kusten Airport (IATA: KRF, ICAO: ESNK).) — аеропорт, розташований між містами Крамфорс і Соллефтео, Швеція.

## Авіалінії та напрямки
| Авіакомпанія | Пункт призначення          |
| ------------ | -------------------------- |
| Amapola Flyg | Гемаван, Стокгольм–Арланда |

## Пасажирообіг
Див. джерело запитів Вікіданих та джерела.